# Anno 1979
Anno 1979 är ett musikalbum från 1979 av den svenska gruppen Folk och rackare. Skivan består av tolkningar av svenska medeltidsballader, visor och folkmusik i en stil influerad av brittisk folkrock. Den gavs ut av Sonet grammofon.

## Låtlista
1. Harpans kraft
2. Gangar efter Einar Mjölsnes
3. Ruben Ranzo
4. Vilborg på Kveste
5. Bromsen och flugan
6. Silibrand
7. Rull efter Lars Istad
8. När som jag var på mitt artonde år
9. Reinlender
10. Jungfrun hon växer båd' smaler och lång
11. Alle mann hadde fota
12. Skära skära havre
13. En fattig änka går och vandrar